# یادویگا
یادویگا نامی لهستانی با ریشه آلمانی است برای زنان. شماری از شاه دخت‌های لهستان با این نام زیسته‌اند.